# Luis Sergio Krausz
Luis Sergio Krausz (* 1961 in São Paulo) ist ein brasilianischer Literaturwissenschaftler.

## Leben
Krausz' Großeltern wanderten 1925 von Europa nach Brasilien aus. Krausz studierte klassische Philologie und Hebräisch an der Columbia University, der University of Pennsylvania und 1992 bei Walter Burkert an der Universität Zürich. Er wurde in jüdischer Literatur an der Universidade de São Paulo promoviert. Krausz arbeitete als freier Journalist, Übersetzer und Redakteur und wurde Professor für hebräische und jüdische Literatur an der Universität São Paulo. Unter seinen Übersetzungen ist Die Klavierspielerin von Elfriede Jelinek. 
Für seinen Roman Desterro wurde er 2013 mit dem „Prêmio Benvirá de Literatura“ ausgezeichnet. 
Krausz hat zwei Söhne. 

## Schriften (Auswahl)
- Das Kreuz des Südens (Originaltitel: Bazar Paraná). Berlin/Leipzig: Hentrich & Hentrich 2019. ISBN 978-3-95565-340-8.
- Desterro : memórias em ruínas. Tordesilhas, São Paulo 2011.
  - Verbannung. Erinnerungen in Trümmern. Mit einem Nachwort von Márcio Seligmann-Silva. Übersetzung aus dem brasilianischen Portugiesisch Manfred von Conta. Hentrich, Berlin 2013, ISBN 978-3-942271-81-3.
- Rituais crepusculares : Joseph Roth e a nostalgia austro-judaica. EDUSP : FAPESP, São Paulo 2008.
- As musas poesia e divindade na Grécia arcaica. EDUSP, São Paulo 2007.
- mit Nancy Rozenchan: Exílio entre o Shtetl e o crepúsculo Joseph Roth e o judaísmo no fin-de-siècle austríaco. São Paulo 2006. Promotionsschrift.